# Anders Johansson
Per Anders Johansson (Göteborg, Švedska, 25. svibnja 1962.) švedski je heavy metal glazbenik. Najpoznatiji je kao bivši bubnjar sastava HammerFalla i Yngwie Malmsteena. Danas je član power metal sastava Tungsten. Sin je jazz pijanista Jana Johanssona i brat klavijaturista Rainbowa i Stratovariusa, Jensa Johanssona.

## Životopis
Anders Johansson rođen je 25. svibnja 1962. u Göteborgu. Zajedno s majkom i bratom preselio je u Malmö nakom smrti otaca. Prvi instrument na kojem je svirao bio je glasovir, ali nakon nesreće na biciklu preselio se na bubnjeve. 
Godine 1984. preselio se u SAD-e. Zajedno s bratom Jensom pridružio se sastavu Yngwiea Malmsteena. Snimio je pet studijskih albuma i svirao je na pet turneja. Od tada je svirao s mnogim glazbenicima i sastavima poput Jonasa Hellborga. 
Godine 1999. pridružio se power metal sastavu HammerFall i svirao je na turneji albuma Legacy of Kings. Sastav je napustio u rujnu 2014. Godine 2019. pridružio se power metal sastavu Tungsten gdje je svirao sa sinovima Nickom i Karlom. Godine 2019. pridružio se američkom heavy metal sastavu Manowar. Prvi koncert sa sastavom Jonas Hellborg svirao je u Brnu, Češka. Napustio ga je 2022.

## Diskografija
HammerFall
- Renegade (2000.)
- Crimson Thunder (2002.)
- Chapter V: Unbent, Unbowed, Unbroken (2005.)
- Threshold (2006.)
- No Sacrifice, No Victory (2009.)
- Infected (2011.)
- (r)Evolution (2014.)

Manowar
- The Final Battle (2019.)

Yngwie Malmsteen
- Marching Out (1985.)
- Trilogy (1986.)
- Heaven Tonight (1988.)
- Odyssey (1988.)
- Trial by Fire: Live in Leningrad (1989.)

Silver Mountain
- Shakin' Brains (1983.)
- Breakin' Chains (2001.)

Johansson
- The Johansson Brothers (1994.)
- Sonic Winter (1996.)
- The Last Viking (1999.)

Tungsten
- We Will Rise (2019.)
- Tundra (2020.)
- Bliss (2022.)